# Банши (рассказ)
«Банши» — автобиографический рассказ Рэя Брэдбери, написанный им в 1984 году для журнала «Гэллери» и позже вошедший в сериал «Театр Рея Бредбери».
В основе сюжета лежит реальная история неприязненных отношений сценариста Брэдбери и режиссёра Джона Хьюстона во время работы над фильмом «Моби Дик» (1956). Когда Брэдбери посетил по делам дом Хьюстона в Ирландии, ему пришлось перенести множество подколок и насмешек с его стороны, а также попыток запугать его страшилками про привидения.

## Сюжет
В рассказе у режиссёра Джона Хэмптона и писателя Дугласа Роджерса тоже неприязненные отношения: режиссёр откровенно глумится над коллегой. Но Бредбери делает в сюжете неожиданный поворот: внезапно страшилка Хэмптона становится правдой. В лесу Джона действительно ожидает банши, скорбящий дух женщины. Несмотря на страх, Дуглас, беседуя с женщиной, узнаёт, что она по ошибке принимает Джона за некоего Вильяма, прошлого жильца дома, своего неверного любовника. Разозлённый выходками Джона, Дуг отправляет его на встречу с банши, зная, что его ждёт смерть. Однако, в последний момент он просит его передумать и не ходить. Джон, тем не менее, идёт навстречу судьбе.
В телевизионной постановке режиссёра исполняет Питер О’Тул, а сценариста — Чарльз Мартин Смит. Интересно, что Питер О’Тул работал с Джоном Хьюстоном в фильме «Библия: в начале начал» (1966).